# دانشگاه صنعتی اورال
دانشگاه صنعتی اورال (انگلیسی: Ural State Technical University) یک مؤسسه آموزش عالی در یکاترینبورگ، استان سوردلوفسک، فدراسیون روسیه است. این بزرگ‌ترین مؤسسه فنی آموزش عالی در روسیه است که ارتباطات نزدیکی با صنعت محلی در شهر اورال دارد. این دانشگاه دارای ۲۰ دانشکده از جمله متالوژی، مهندسی شیمی، مهندسی عمران، مهندسی فیزیک، مهندسی رادیو، مهندسی برق، مهندسی برق، مهندسی مکانیک، اقتصاد و مدیریت، علوم نظامی، تربیت بدنی، علوم انسانی، آموزش مداوم، و یک مدرسه عالی است. این مرکز سالانه ۳۰۰۰ مهندس را فارغ‌التحصیل می‌کند.